# Diócesis de San Carlos de Bariloche
La diócesis de San Carlos de Bariloche (en latín: Dioecesis Sancti Caroli Vurilocensis) es una circunscripción eclesiástica de la Iglesia católica en Argentina. Se trata de una diócesis latina, sufragánea de la arquidiócesis de Bahía Blanca. Desde el 19 de mayo de 2023 su obispo titular es Mons. Juan Carlos Ares.

## Territorio y organización

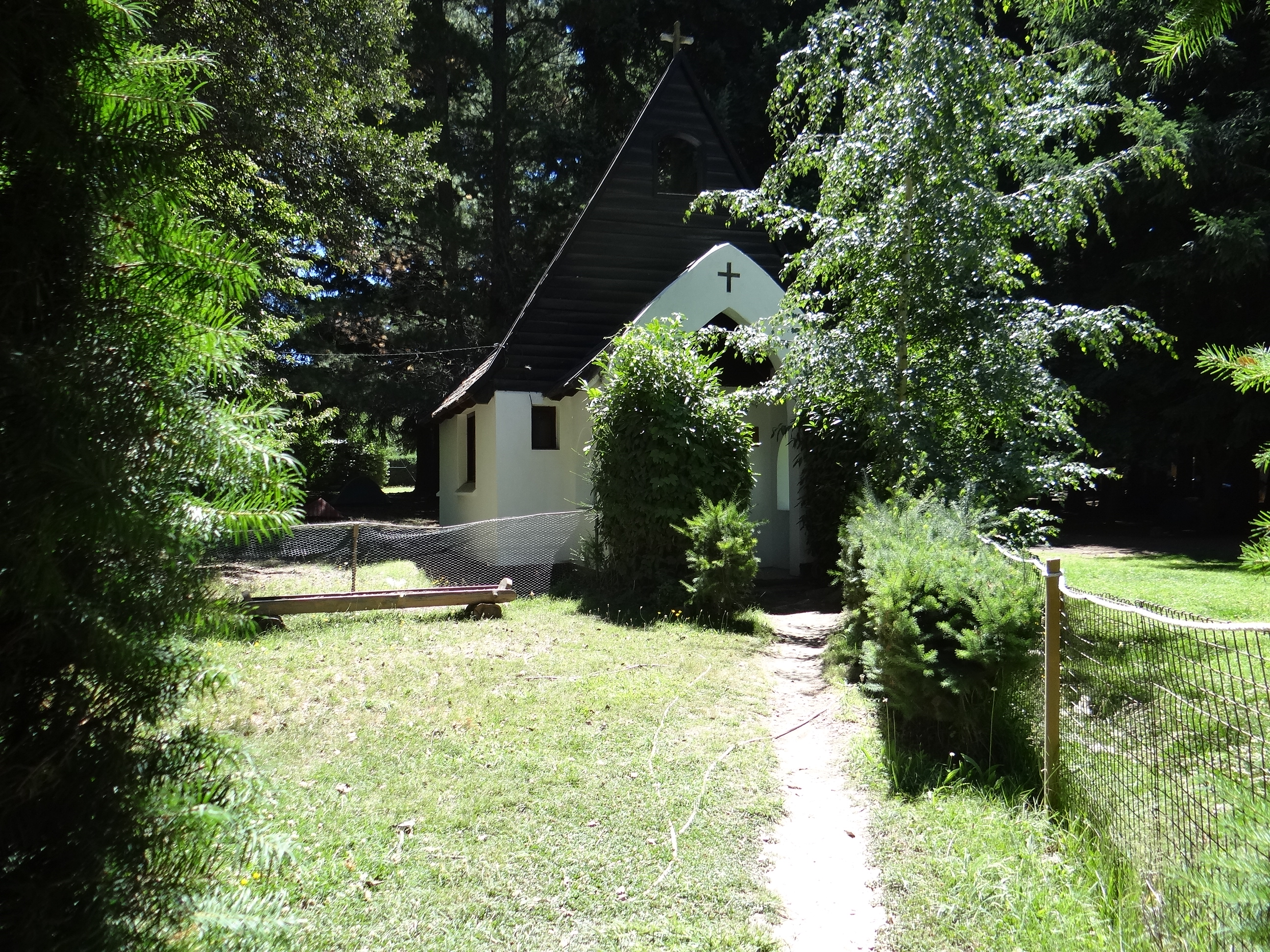
Capilla de Colonia Suiza

La diócesis tiene 78 000 km² y extiende su jurisdicción sobre los fieles católicos de rito latino residentes en la provincia de Río Negro en los departamentos de: Bariloche, Ñorquincó, Pilcaniyeu, Veinticinco de Mayo y Nueve de Julio.
La sede de la diócesis se encuentra en la ciudad de San Carlos de Bariloche, en donde se halla la Catedral de Nuestra Señora del Nahuel Huapi.
En 2020 en la diócesis existían 17 parroquias.

## Historia
La diócesis fue erigida el 22 de julio de 1993 con la bula In hac beati del papa Juan Pablo II, obteniendo el territorio de la diócesis de Viedma. Su primer obispo fue Rubén Oscar Frassia.
El 18 de julio de 1994, con la carta apostólica Beatam Virginem, el papa Juan Pablo II confirmó a la Santísima Virgen María, venerada con el título de Nuestra Señora de las Nieves, ya san Carlos Borromeo, como patronos de la diócesis.

## Estadísticas
Según el Anuario Pontificio 2021 la diócesis tenía a fines de 2020 un total de 166 600 fieles bautizados.
| Año                                                                             | Población            | Población | Población      | Sacerdotes | Sacerdotes    | Sacerdotes    | Bautizados por sacerdote | Diáconos permanentes | Religiosos | Religiosos | Parroquias |
| Año                                                                             | Bautizados católicos | Total     | % de católicos | Total      | Clero secular | Clero regular | Bautizados por sacerdote | Diáconos permanentes | Varones    | Mujeres    | Parroquias |
| ------------------------------------------------------------------------------- | -------------------- | --------- | -------------- | ---------- | ------------- | ------------- | ------------------------ | -------------------- | ---------- | ---------- | ---------- |
| 1999                                                                            | 109 947              | 125 700   | 87.5           | 15         | 4             | 11            | 7329                     | 2                    | 15         | 22         | 9          |
| 2000                                                                            | 108 677              | 120 000   | 90.6           | 15         | 4             | 11            | 7245                     | 2                    | 15         | 21         | 9          |
| 2001                                                                            | 108 000              | 120 000   | 90.0           | 17         | 7             | 10            | 6352                     | 2                    | 14         | 21         | 10         |
| 2002                                                                            | 111 000              | 142 000   | 78.2           | 19         | 8             | 11            | 5842                     | 3                    | 14         | 20         | 11         |
| 2003                                                                            | 112 000              | 145 000   | 77.2           | 20         | 8             | 12            | 5600                     | 2                    | 14         | 27         | 12         |
| 2004                                                                            | 112 500              | 149 000   | 75.5           | 24         | 9             | 15            | 4687                     | 2                    | 17         | 25         | 13         |
| 2010                                                                            | 120 000              | 171 000   | 70.2           | 28         | 19            | 9             | 4285                     | 2                    | 12         | 39         | 19         |
| 2014                                                                            | 125 300              | 177 000   | 70.8           | 27         | 16            | 11            | 4640                     | 2                    | 15         | 37         | 19         |
| 2017                                                                            | 161 700              | 232 000   | 69.7           | 26         | 17            | 9             | 6219                     | 2                    | 11         | 26         | 19         |
| 2020                                                                            | 166 600              | 239 100   | 69.7           | 26         | 18            | 8             | 6407                     | 1                    | 10         | 28         | 17         |
| Fuente: Catholic-Hierarchy, que a su vez toma los datos del Anuario Pontificio. |                      |           |                |            |               |               |                          |                      |            |            |            |

## Episcopologio
- Rubén Oscar Frassia (22 de julio de 1993-25 de noviembre de 2000 nombrado obispo de Avellaneda)
- Fernando Carlos Maletti (20 de julio de 2001-6 de mayo de 2013 nombrado obispo de Merlo-Moreno)
- Juan José Chaparro Stivanello, C.M.F. (9 de julio de 2013-20 de octubre de 2022 nombrado obispo de Merlo-Moreno)
- Juan Carlos Ares, desde el 19 de mayo de 2023